# 瓦列里·波波夫
瓦列里·尼古拉耶维奇·波波夫（俄语：Валерий Николаевич Попов，1935年7月9日—）是俄罗斯外交官。1990年5月24日至1991年12月25日担任苏联驻奥地利大使，1991年12月25日至1996年8月30日担任俄罗斯联邦驻奥地利大使。